# Jonas Wikström
Jonas Atle Wikström, född 28 juni 1962 i Enköpings församling i Uppsala län, är en svensk militär.

## Biografi
Wikström avlade sjöofficersexamen vid Sjökrigsskolan 1986 och utnämndes samma år till fänrik i flottan, där han befordrades till löjtnant 1988. Han befordrades till örlogskapten 1995 och tjänstgjorde under andra hälften av 1990-talet i Andra minkrigsavdelningen. Efter befordran till kommendörkapten var Wikström adjutant för kung Carl XVI Gustaf från 2001 och chef för Marine 3 i Marintaktiska stabsledningen i Insatsledningen i Högkvarteret 2007–2009. År 2009 befordrades han till kommendör, varpå han var chef för Fjärde sjöstridsflottiljen 2009–2013.[källa behövs] Efter att ha tjänstgjort i operation Atalanta med bekämpning av somaliska pirater tjänstgjorde han under 2016 vid Insatsstaben i Högkvarteret, varpå han utbildade sig vid The Oxford Changing Character of War Programme i Storbritannien. Han var chef för Försvarsplaneringssektionen i Inriktning- och planeringsavdelningen i Ledningsstaben i Högkvarteret från den 1 april 2017 (med förordnande längst till och med den 31 mars 2020). Flottiljamiral Wikström befordrades till konteramiral 2021 och är försvarsattaché vid ambassaden i Washington sedan den 1 mars 2021 (med ett förordnande längst till och med den 31 augusti 2023).
Jonas Wikström invaldes 2009 som ledamot av Kungliga Örlogsmannasällskapet.

## Utmärkelser
- Hans Majestät Konungens medalj, 8:e storleken i serafimerordens band (2007)[15]
- Kommendör av Italienska republikens förtjänstorden (14 januari 2019)[16]
- Kommendör av Isländska falkorden (17 januari 2018)[17]